# Comuna Vîsoke, Borzna
Vîsoke (în ucraineană Високе) este o comună în raionul Borzna, regiunea Cernihiv, Ucraina, formată din satele Halaibîne, Kupcenkiv, Malîciîna Hreblea și Vîsoke (reședința).

## Demografie
Componența lingvistică a comunei Vîsoke
     Ucraineană (99,28%)
     Alte limbi (0,72%)
Conform recensământului din 2001, majoritatea populației comunei Vîsoke era vorbitoare de ucraineană (99,28%), existând în minoritate și vorbitori de alte limbi.